# Casca (Rio Grande do Sul)
Casca is een gemeente in de Braziliaanse deelstaat Rio Grande do Sul. De gemeente telt 8.654 inwoners (schatting 2009).

## Aangrenzende gemeenten
De gemeente grenst aan Montauri, Nova Araçá, Paraí, Santo Antônio do Palma, São Domingos do Sul, Serafina Corrêa en Vila Maria.